# Åsta
För en bygd och en älv i Norge, se Åsta, Norge.
Åsta är en bebyggelse i Tuna socken i Sundsvalls kommun, Västernorrlands län. Området avgränsades före 2015 till en småort. Från 2015 räknas den till tätorten Matfors. 